# Bolesław Gargała
Bolesław Gargała (ur. 2 września 1930 w Kraczkowej, zm. 5 lipca 2017 w Rzeszowie) – polski skoczek spadochronowy, instruktor spadochronowy, członek Kadry Narodowej Spadochroniarzy, wieloletni trener reprezentacji Polski, szybownik.

## Życiorys

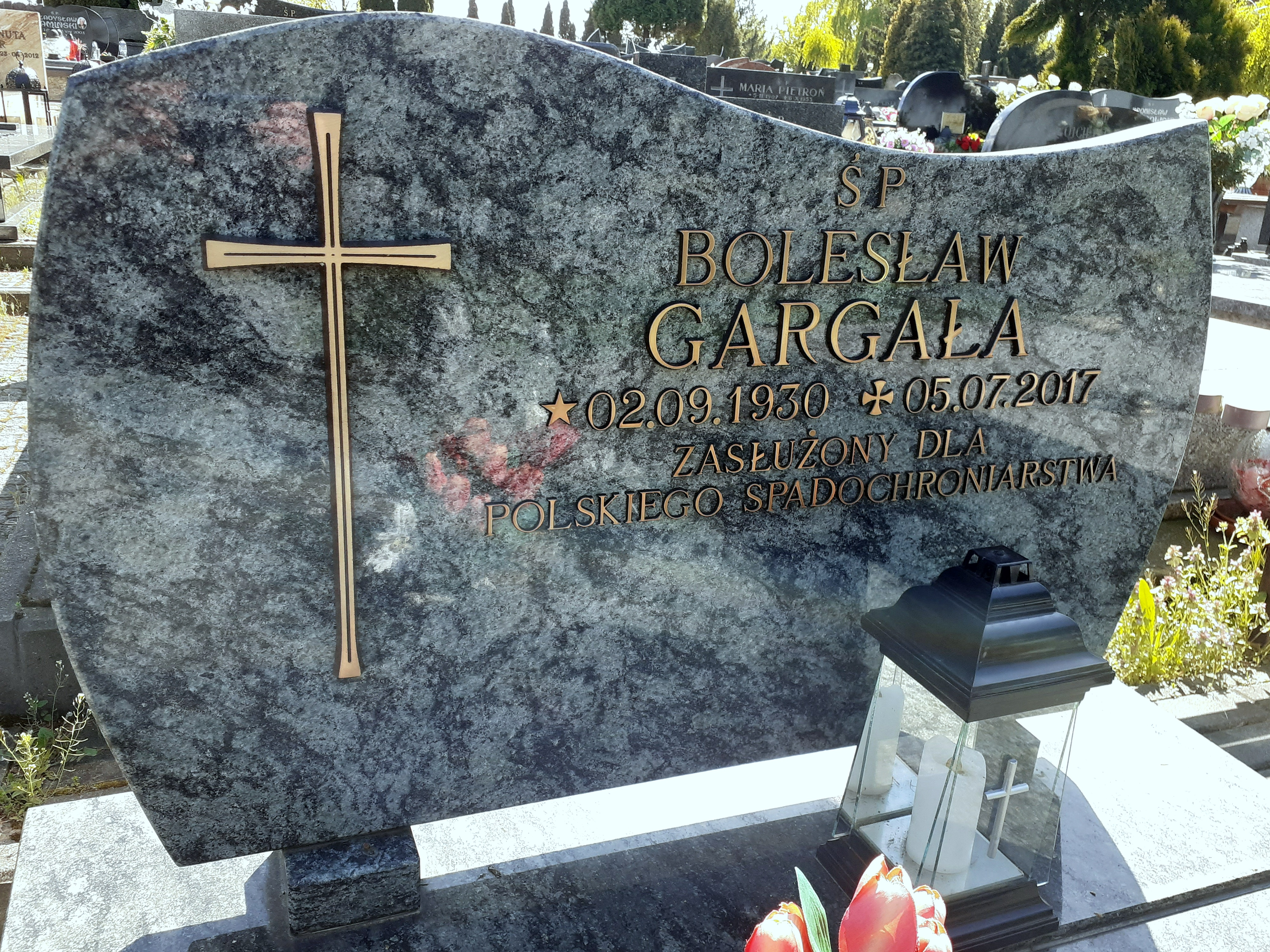
Nagrobek Bolesława Gargały (maj 2023)

Szkolenie lotnicze rozpoczął w wieku 16 lat w Aeroklubie Rzeszowskim uzyskując uprawnienia pilota szybowcowego III kl. i układacza spadochronów. Dwuletnią służbę wojskową odbył w 4. Pułku Lotnictwa Szturmowego w Modlinie, jako strzelec pokładowy i układacz spadochronów, gdzie 24 kwietnia 1951 wykonał swój pierwszy skok spadochronowy. W 1953 uzyskał uprawnienia instruktora spadochronowego Wojsk Lotniczych. Po odbyciu służby wojskowej, w Aeroklubie Rzeszowskim objął funkcję instruktora spadochronowego. W 1953 uczestniczył w I Spadochronowych Mistrzostwach Polski zajmując VI miejsce i zakwalifikował się do kadry narodowej. Od tej pory brał udział we wszystkich mistrzostwach w kraju, a jako reprezentant Polski uczestniczył w zawodach międzynarodowych i mistrzostwach świata. W 1954 został powołany w skład Kadry Narodowej. W 1956 na III Spadochronowych Mistrzostwach Polski w Krakowie, zajął III miejsce, reprezentując Aeroklub Rzeszowski. W 1957 został skierowany na ćwiczenia wojskowe do tworzącej się w tym czasie 6. Pomorskiej Dywizji Powietrznodesantowej w Krakowie, z zadaniem szkolenia kandydatów na wojskowych instruktorów spadochronowych dywizji. Brał udział w ustanowieniu rekordów polski w skokach grupowych na celność lądowania. Jako reprezentant Polski uczestniczył w Mistrzostwach Świata (Bratysława (Czechosłowacja) – 1958, Musaczewo (Bułgaria) – 1960 i Orange, USA – 1962). Największe sukcesy odnosił jako Trener Kadry Narodowej Polski. Przez 16 lat pracy z kadrą, jego podopieczni zdobyli szereg sukcesów sportowych, łącznie z medalami mistrzostw świata. Posiadał uprawnienia międzynarodowego sędziego spadochronowego FAI. Wykonał 885 skoków. Honorowy członek XVI Oddziału Związku Polskich Spadochroniarzy w Rzeszowie.
Dorobek Bolesława Gargały z lat 1954–1992:
- 36 razy brał udział w Mistrzostwach Spadochronowych Polski jako zawodnik lub trener Aeroklubu Rzeszowskiego
- 21 razy był sędzią głównym na zawodach
- 8 razy prowadził reprezentację Polski
- 4 razy zasiadał w międzynarodowym jury mistrzostw świata
- Wyszkolił ponad 1200 skoczków, z których 120 było reprezentantami Polski.

Bolesław Gargała zmarł 5 lipca 2017 i został pochowany 8 lipca 2017 na cmentarzu Wilkowyja w Rzeszowie.

## Odznaczenia
Odznaczenia Bolesława Gargały:
- Krzyż Kawalerski Orderu Odrodzenia Polski
- Srebrny Krzyż Zasługi
- Brązowy Krzyż Zasługi
- Zasłużony Działacz Lotnictwa Sportowego.

Bolesław Gargała
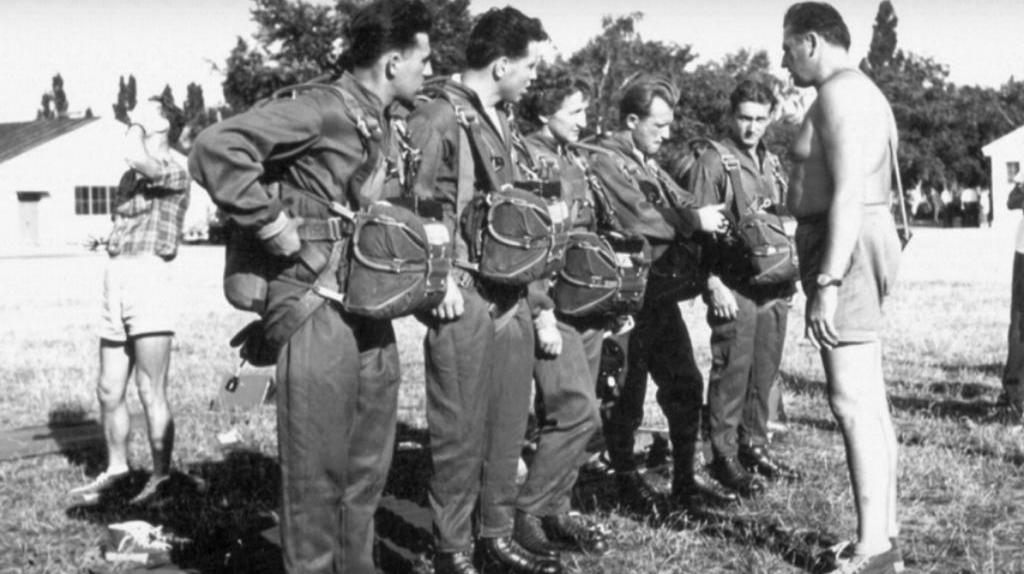
Członkowie Polskiej Narodowej Kadry Spadochroniarzy podczas instruktażu przed skokiem. Od lewej Jerzy Łobodda, Jan Cierniak, Anna Franke, Bolesław Gargała, Roman Lewandowski, Zbigniew Chronik (trener Kadry Narodowej) (1953)
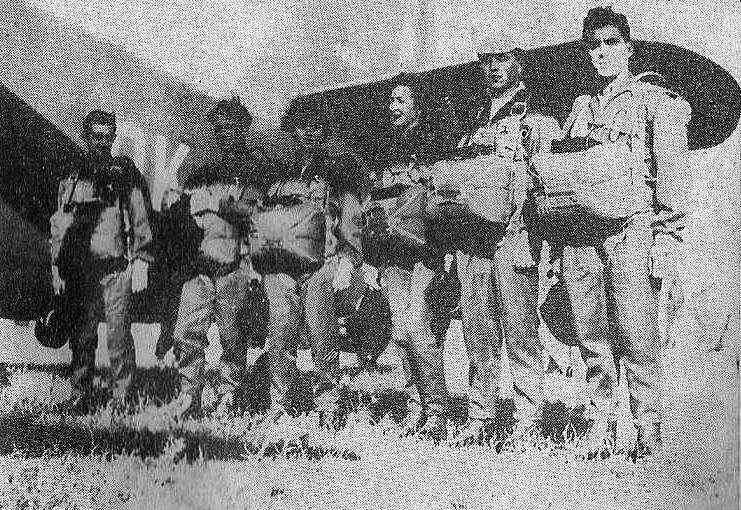
IV Spadochronowe Mistrzostwa Świata Bratysława Czechosłowacja 1958. Reprezentacja Polski od lewej: Roman Lewandowski, Bolesław Gargała, Antonina Chmielarczyk, Anna Franke, Jan Cierniak, Jerzy Łobodda (sierpień 1958)
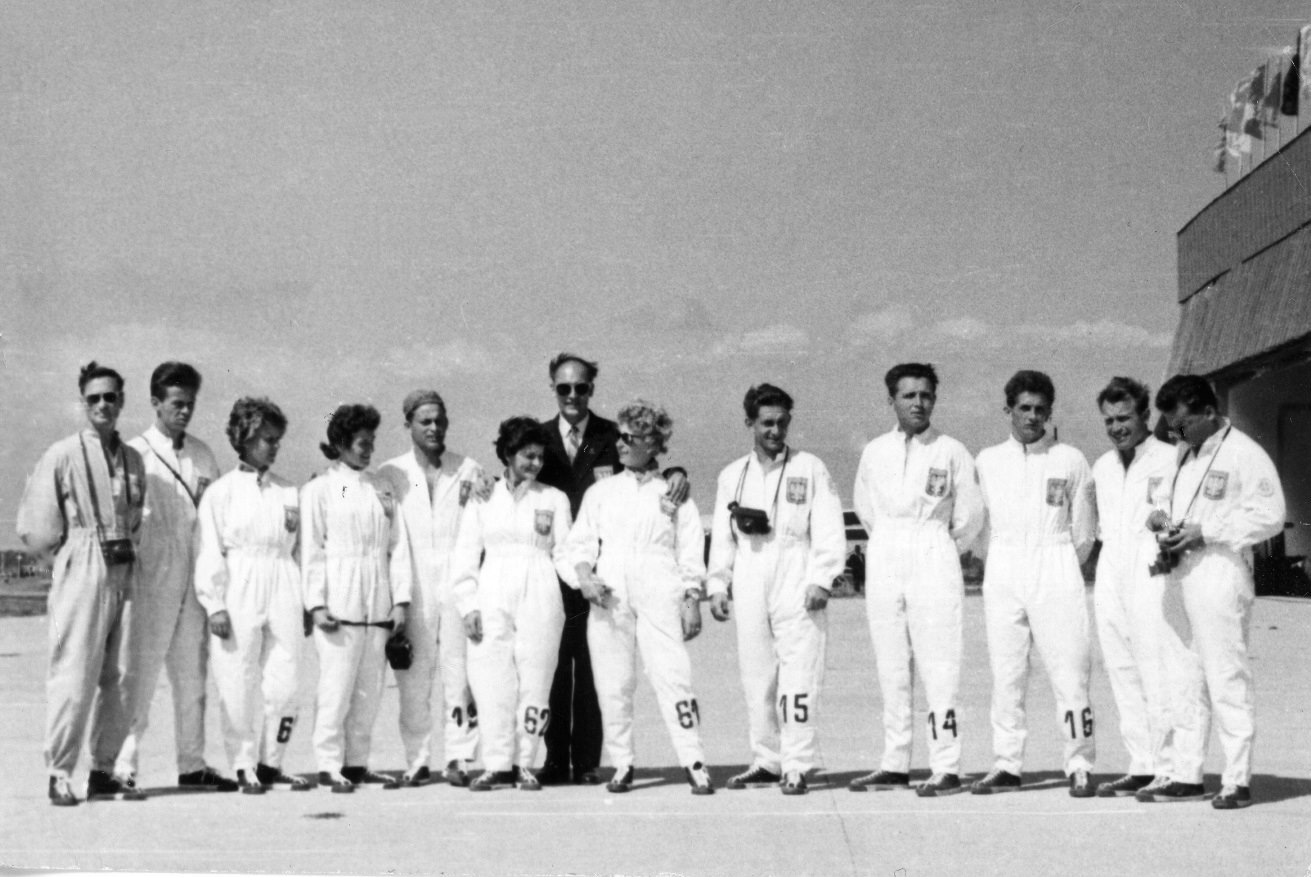
V Spadochronowe Mistrzostwa Świata Musaczewo Bułgaria. Polska ekipa, od lewej: Wacław Stański (pilot), Ryszard Kosina, Antonina Chmielarczyk, Janina Krajewska-Balata, Zdzisław Szwedziuk, Marianna Puchar, Wiesław Dudziński (kierownik ekipy), Maria Wojtkowska, Edward Kulesza, Roman Lewandowski, Bolesław Gargała, Jan Cierniak (1960)